# El Khabouzia
El Khabouzia est une commune de la wilaya de Bouira en Algérie.

## Géographie
|                                         | Souk El Khemis |            |
| { El Azizia , Sedraia}(Wilaya de Médéa) | El Khabouzia   | Aïn Bessem |
|                                         | Bir Ghbalou    |            |